# Зонен
Зонен (њем. Sonnen) општина је у њемачкој савезној држави Баварска. Једно је од 38 општинских средишта округа Пасау. Према процјени из 2010. у општини је живјело 1.474 становника. Посједује регионалну шифру (AGS) 9275148.

## Географски и демографски подаци
Зонен се налази у савезној држави Баварска у округу Пасау. Општина се налази на надморској висини од 836 метара. Површина општине износи 16,5 km². У самом мјесту је, према процјени из 2010. године, живјело 1.474 становника. Просјечна густина становништва износи 89 становника/km².